# Haïti op de Olympische Zomerspelen 1928
Haïti nam deel aan de Olympische Zomerspelen 1928 in Amsterdam, Nederland. Voor de tweede opeenvolgende keer werd een medaille behaald, dit keer zilver bij het verspringen. Tot op heden is dit de beste prestatie ooit van een Haïtiaanse sporter op de Spelen.

## Medailleoverzicht
| Sport    | Olympiër(s)  | Onderdeel       | Medaille |
| -------- | ------------ | --------------- | -------- |
| Atletiek | Silvio Cator | verspringen (m) | Zilver   |

## Deelnemers en resultaten

### Atletiek
| Olympiër     | Discipline      | Resultaat   | Prestatie                                                 |
| ------------ | --------------- | ----------- | --------------------------------------------------------- |
| André Théard | 100m (m)        | kwartfinale | serie 9: 2de kwartfinale 4: 3de                           |
| André Théard | 200m (m)        | series      | serie 1: 3de                                              |
| Silvio Cator | verspringen (m) | Zilver      | kwalificatie groep A: 2de met 7,58m finale: 2de met 7,58m |

Argentinië · Australië · België · Brits-Indië · Bulgarije · Canada · Chili · Cuba · Denemarken · Duitsland · Egypte · Estland · Filipijnen · Finland · Frankrijk · Griekenland · Groot-Brittannië · Haïti · Hongarije · Ierland · Italië · Japan · Joegoslavië · Letland · Litouwen · Luxemburg · Malta · Mexico · Monaco · Nederland · Nieuw-Zeeland · Noorwegen · Oostenrijk · Panama · Polen · Portugal · Roemenië · Spanje · Tsjecho-Slowakije · Turkije · Uruguay · Verenigde Staten · Zuid-Afrika · Zuid-Rhodesië · Zweden · Zwitserland